# Robin Shou
 (mars 2016).
Si vous disposez d'ouvrages ou d'articles de référence ou si vous connaissez des sites web de qualité traitant du thème abordé ici, merci de compléter l'article en donnant les références utiles à sa vérifiabilité et en les liant à la section « Notes et références ».
Robin Shou en chinois traditionnel : 仇雲波' est un acteur, réalisateur, producteur et cascadeur né le 17 juillet 1960 à Hong Kong.

## Biographie
Robin Shou ne se destinait pas à devenir acteur, il préférait se concentrer sur les arts martiaux et en particulier le Wushu où il remporte deux médailles d'or au combat et au maniement des armes pendant un championnat en Chine.
Il fait ses premiers pas au cinéma en apparaissant dans une petite production locale. Mais il accède a la consécration internationale en interprétant le rôle de Liu Kang dans Mortal Kombat sous la direction de Paul W. S. Anderson en 1995. Gros carton dans le monde, il reprendra son rôle de Liu Kang dans Mortal Kombat : Destruction finale en 1997.

## Retour à l'écran
Un long moment absent des projecteurs, et après quelques productions insipides, il commence à refaire parler de lui à la fin des années 2000. Paul Anderson, qui a fait son chemin depuis Mortal Kombat souhaite retravailler avec lui : en 2007, il produit "Dead Or Alive" et lui offre un petit rôle. Mais, en 2008, le réalisateur propose à Robin Shou un rôle plus important dans Course à la mort (Death Race).
Les producteurs se souviennent à nouveau de lui, et il revient en 2009 dans une autre adaptation de jeu vidéo : Street Fighter: Legend of Chun-Li.

## Filmographie

### Acteur
- 1987 : Le Sens du devoir 3
- 1987 : The Big Brother
- 1988 : Death Cage
- 1988 : City War
- 1988 : The Big Heat
- 1989 : Triads - The Inside Story
- 1989 : Long Arm of the Law 3
- 1989 : Casino Raiders
- 1989 : Burning Ambition (Megaforce)
- 1990 : Tiger Cage 2
- 1990 : Forbidden Nights
- 1990 : Fatal Termination
- 1990 : The Cyprus Tigers
- 1991 : Fury In Red
- 1991 : Forbidden Arsenal
- 1992 : Hard To Kill
- 1992 : Fatal Chase
- 1992 : Black Cat 2
- 1993 : Angel The Kickboxer
- 1994 : The Most Wanted
- 1994 : Bloody Mary Killer
- 1995 : Mortal Kombat
- 1995 : Home Again[réf. nécessaire]
- 1997 : Le Ninja de Beverly Hills
- 1997 : Mortal Kombat : Destruction finale
- 1998 : Au-delà du réel : l'aventure continue / The Outer Limits (série télévisée) : Major Ronald (Épisode 4.20 : Leur dernier cauchemar).
- 2002 : Lost Time
- 2003 : Red Trousers: The Life of the Hong Kong Stuntmen
- 2006 : DOA: Dead or Alive
- 2006 : 18 Fingers Of Death
- 2008 : Course à la mort (Death Race)
- 2009 : Street Fighter: Legend of Chun-Li
- 2011 : Death Race 2 (vidéo), de Roel Reiné
- 2012 : Death Race: Inferno

### Réalisateur
- 2002 : Lost Time
- 2003 : Red Trousers: The Life of the Hong Kong Stuntmen

### Producteur
- 2003 : Red Trousers: The Life of the Hong Kong Stuntmen

### Chorégraphe
- 1995 : Mortal Kombat
- 1997 : Mortal Kombat : Destruction finale

### Cascadeur
- 1987 : Le Sens du devoir 3

## Anecdotes
- Robin Shou a notamment entraîné Milla Jovovich pour son rôle dans Resident Evil.
- Il a reçu une récompense au Festival du film de Newport Beach en avril 2003 pour le film Red Trousers: The Life of the Hong Kong Stuntmen.
- Il a fait partie, de 1982 à 1983, de l'équipe nationale chinoise de Wu Shu.
- En 2012, il double les personnages Conroy Wu et Roland Ho dans le jeu vidéo Sleeping Dogs.